# Scandinavian Photo
Scandinavian Photo är en av Nordens ledande återförsäljare av foto- och videoprodukter. Deras tagline är "Tech for creative people" och i sortimentet finns även ljudprodukter, datorer, mobiltelefoner och tillbehör för foto, video och ljud. Försäljning finns i Sverige, Norge, Finland och Danmark. Bolagets strategi är att kombinera distanshandel med mötesplats i form av fysiska butiker i de större städerna. Bolaget har 140 anställda och omsätter cirka 850 mkr.
Huvudkontor samt centrallager ligger i Viared, Borås och företaget har fysiska butiker i Borås, Malmö, Stockholm, Oslo, Helsingfors och Köpenhamn.
Scandinavian Photo startade med postorderförsäljning 1982. Tretton år senare, 1995, började man sälja via Internet. Scandinavian Photo vann Svensk Handels pris som årets e-handelsföretag år 2001 och år 2003, 2007 nominerades man till samma pris. 

## Ägare och styrelse
Scandinavian Photos ägare och styrelse är Ragnar Söderberg, Per-Olof Söderberg, Joakim Ståhl och Fredric Ståhl. Nuvarande VD är Anders Halvarsson.